# Anthony Modeste (labdarúgó, 1988)
Anthony Mbu Agogo Modeste (Cannes, 1988. április 14. –) francia utánpótlás válogatott labdarúgó, a spanyol harmadosztályú FC Intercity játékosa.

## Pályafutása

### Klubcsapatokban
A Fréjus és az OGC Nice korosztályos csapataiban nevelkedett, majd utóbbiban lett profi játékos. A 2009–2010-es szezont kölcsönben az Angers csapatánál töltötte, ahol a Ligue 2-ben 37 bajnoki mérkőzésen lépett pályára és ezeken a találkozókon 20 gólt szerzett. 2010. augusztus 13-án a Girondins Bordeaux 3,5 millió euróért szerződtette négy évre. 2012. január 19-én kölcsönben az angol Blackburn csapata vette kölcsönbe. 9 Premier League-mérkőzésen lépett pályára. 2012. július 31-én a Bastia vette kölcsön a szezonra. Nagyszerű teljesítményt nyújtott a kölcsönidőszaka alatt, amivel csapata legjobb játékosává vált.
2013. július 9-én a német TSG 1899 Hoffenheim három évre szerződtette. Augusztus 3-án a kupában mutatkozott be az SG Aumund-Vegesack ellen és két gólt szerzett, valamint egy gólpasszt is kiosztott. Augusztus 10-én a bajnokságban is góllal debütált az 1. FC Nürnberg ellen 2–2-re végződő találkozón. Első kilenc mérkőzésén nyolc gólt szerzett. A 2014–2015-ös szezonban érkezett a klubhoz Szalai Ádám és egyre kevesebb játékpercet kapott.
2015. június 26-án aláírt az 1. FC Köln csapatához négy szezonra. Augusztus 8-án mesterhármassal mutatkozott be az SV Meppen elleni kupamérkőzésen. Első gólját 45 másodperc alatt szerezte meg , ami a klub leggyorsabb gólja lett a kupában. Augusztus 16-án a bajnokságban a VfB Stuttgart ellen debütált és egy-egy gólt és gólpasszt jegyzett. Első kilenc tétmérkőzésén kilenc gólt szerzett. A szezont 15 bajnoki találattal zárta.
A következő szezon előtt az angol West Ham United és a kínai Beijing Guoan is szerződtetni szerette volna. 2016. július 4-én 2021 nyaráig hosszabbítót. Október 30-án mesterhármast szerzett a Hamburg ellen 3–0-ra megnyert bajnoki találkozón. 2017 nyarán a kínai Tiencsin Csüancsien szerződtette. 2018 augusztusában visszatért a Kölnhöz. 2021. február 1-jén a francia Saint-Étienne csapatába került kölcsönbe, félévre. 2022. augusztus 8-án egy évre szerződtette a Borussia Dortmund csapata.

### A válogatottban
Többszörös korosztályos válogatott.

## Család
Édesapja Guy Modeste szintén labdarúgó volt.

## Sikerei, díjai
- 1. FC Köln
  - Bundesliga 2: 2018–19